# Martin Hartmann

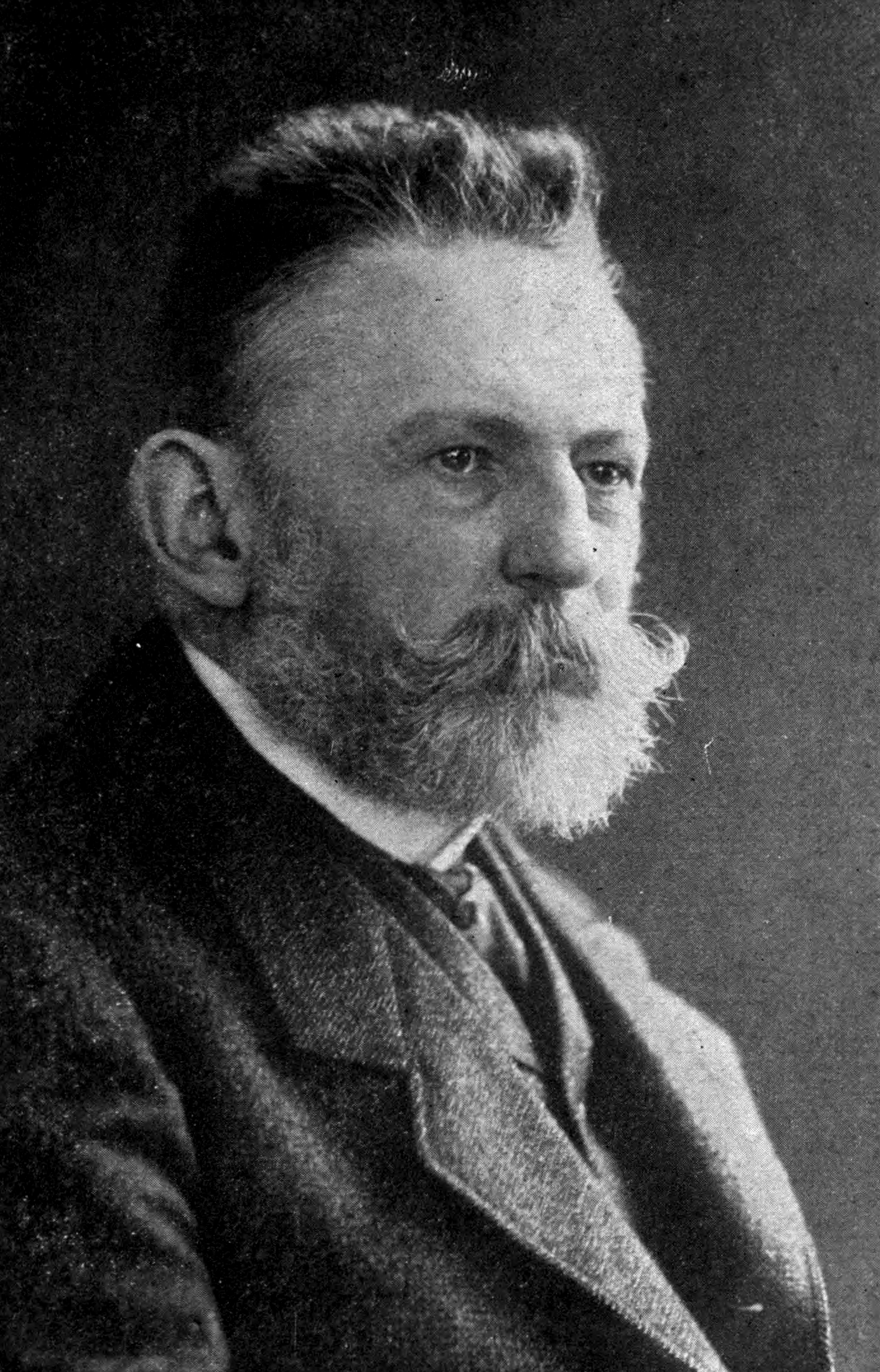

Martin Hartmann, född den 9 december 1851 i Breslau, död den 5 december 1919 i Berlin, var en tysk språkforskare.
Hartmann studerade vid universiteten i Breslau och Leipzig, vistades, på uppdrag av utrikesministeriet, i Konstantinopel och Syrien 1875–87 och blev efter hemkomsten lärare i arabiska vid seminariet för orientaliska språk i Berlin. Hartmann var ivrigt verksam för den tyska kolonial- och Orientpolitiken och grundlig kännare av islams samtida förhållanden. Hartmann utövade dessutom mycket omfattande publicistisk verksamhet. 
Bland hans skrifter märks Arabischer Sprachführer (1880), Das arabische Strophengedicht, I Das Muwassah (1897), Bohtan (1896–97), Lieder der libyschen Wüste (1899), The arabic press of Egypt (samma år), Der islamische Orient, I-III (1899–1910; sista bandet innehåller de uppseendeväckande och mycket omdebatterade Unpolitische Briefe aus der Türkei), Chinesisch-Turkestan (1908) och Reisebriefe aus Syrien (1913).